# NGC 3150
NGC 3150 este o galaxie lenticulară situată în constelația Leul Mic. A fost descoperită în 1 februarie 1886 de către Guillaume Bigourdan⁠(d).